# Skała w Brighton
Skała w Brighton (ang. Brighton Rock) – brytyjski film kryminalny z 1948 roku w reżyserii Johna Boultinga.  Adaptacja powieści W Brighton z 1938 roku autorstwa Grahama Greene'a. Zdjęcia kręcono w Brighton.

## Fabuła
Pinkie Brown to bezwzględny nastoletni szef małomiasteczkowego gangu. Gdy na jego zlecenie zamordowany zostaje członek konkurencyjnej szajki Fred, policja uznaje to za samobójstwo. Jedynie Ida Arnold, która była z Fredem zaraz przed jego śmiercią, próbuje dociec prawdy.

## Obsada
- Richard Attenborough – Pinkie Brown
- Hermione Baddeley – Ida Arnold
- William Hartnell – Dallow
- Carol Marsh – Rose Brown
- Harcourt Williams – Anwalt Prewitt
- Wylie Watson – Spicer
- Nigel Stock – Cubitt
- Victoria Winter – Judy
- George Carney – Phil Corkery
- Alan Wheatley – Fred Hale
- Charles Goldner – Colleoni
- Harry Ross – Bill Brewer
- Campbell Copelin – inspektor policji
- Marianne Stone – kelnerka[4]